# Higaonna Kanryō

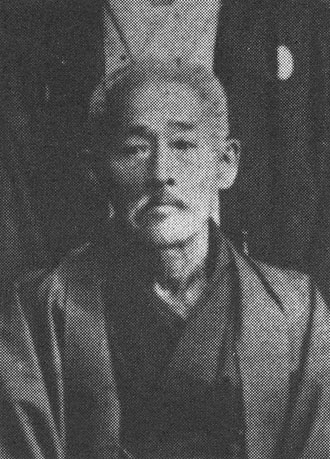
Higaonna Kanryō

Higaonna Kanryō (jap. 東恩納寛量; * 10. März 1853 in Naha, Okinawa; † Dezember 1916 in Naha) war der Begründer des Karatestiles Shōrei-Ryū und unter anderem Lehrmeister Miyagi Chōjuns und Mabuni Kenwas.
Der Familienname Higaonna entstammt dem okinawanischen Dialekt. Der auch oft in Artikeln verwendete Name Higashioanna hingegen ist die japanische Lesart.

## Leben
Higaonna wurde als viertes Kind des Händlers Higaonna Kanyō geboren. Er begann im Jahr 1870 mit dem Training des Naha-te unter Arakaki Seishō. Als dieser jedoch drei Jahre später einen Auftrag als Übersetzer in Peking annahm, verließ er den jungen Higaonna, stellte ihn aber zuvor noch den beiden Meistern Kojo Daitei und Yoshimura Chomei vor. Diese beiden Meister sorgten dafür, dass Higaonna im Alter von 22 Jahren nach China reisen konnte, genauer nach Fuzhou in der Provinz Fujian. Dort fand er einen Meister des Baihequan, namens Ryū Ryū Ko, der ihn nach langer Zeit schließlich als Schüler akzeptierte und im Kranichstil (Hequan) unterrichtete. Die Angaben zu seiner Verweildauer sind unterschiedlich: nach Nagamine waren es 16, nach Miyazato 8 Jahre. Danach kehrte er nach Okinawa zurück und arbeitete zunächst im Feuerholzgeschäft seiner Eltern, bevor er nach einigen Jahren sein erstes eigenes Dōjō eröffnete. Dort lehrte Higaonna eine Mischung aus chinesischen Kampfkünsten und dem okinawanischen Tōde. Seinen Stil nannte er Shōrei-Ryū.